# Escola Básica e Secundária de Penalva do Castelo
A Escola Básica e Secundária de Penalva do Castelo é uma escola pública portuguesa situada na vila de Penalva do Castelo, no Distrito de Viseu. É a escola-sede do Agrupamento de Escolas de Penalva do Castelo, oferecendo ensino do 3.º ciclo do ensino básico ao ensino secundário e cursos profissionais.

## História
A escola foi fundada em 1986 para suprir a necessidade de ensino secundário no concelho, permitindo que os estudantes locais continuassem seus estudos sem terem de se deslocar para concelhos vizinhos.

## Infraestruturas e Modernização
Em 2020, a escola foi alvo de um projeto de requalificação cofinanciado por fundos europeus (FEDER), que incluiu a substituição das coberturas dos cinco blocos existentes, melhoria da eficiência energética e modernização dos espaços de ensino.

## Projetos e Programas
A escola participa ativamente em vários projetos e programas que evidenciam o seu dinamismo e empenho em inovação educativa:
- Eco-Escolas: Programa promovido pela ABAE que reconhece boas práticas ambientais na escola.[5]
- Erasmus+: Mobilidades e intercâmbios que promovem a internacionalização do ensino.[6]
- Promoção do Sucesso Educativo: Projeto em parceria com a Câmara Municipal, focado em melhorar os resultados escolares e reduzir o abandono.[7]

## Concursos e Distinções
A escola tem participado de mais de 50 concursos e projetos ao longo dos anos, destacando-se:
- Concurso Nacional de Leitura: Incentiva a leitura e tem resultados expressivos em edições intermunicipais.[8]
- Olimpíadas Portuguesas de Matemática: Estimula o interesse pela matemática entre os alunos.
- CanSat Portugal: Envolve os alunos na construção e lançamento de satélites educativos, com apoio da Agência Espacial Europeia.
- WANTED – Concurso de Ideias: Em 2023, a escola alcançou o 3.º lugar no concurso regional, incentivando o empreendedorismo jovem.[9]
- "Menos vida virtual, mais vida real": Campanha promovida pela GNR em 2024, que sensibilizou para o equilíbrio entre o digital e as interações presenciais.[10]

## Envolvimento com a Comunidade
A escola desenvolve parcerias que abrangem diversas áreas do convívio social e institucional:
- Colaboração com a Câmara Municipal de Penalva do Castelo para projetos de desenvolvimento local.[11]
- Parceria com a Guarda Nacional Republicana no âmbito do programa Escola Segura.[12]
- Colaboração com o Centro de Saúde de Penalva do Castelo para iniciativas de promoção da saúde.[13]
- Envolvimento com diversas instituições locais de solidariedade social, como IPSS e programas de inclusão (ex.: CLDS-4G).[14]